# 花になれ
「花になれ」（はなになれ）は、flumpoolのメジャーデビュー配信限定シングル。

## 解説
2008年10月1日に、Mora・MUSICOおよび着うたフルにて配信開始（着うたは9月20日より配信開始）。
配信限定シングルによってアーティストをメジャーデビューさせるというのは、ユニバーサルミュージックのe-SUM RECORDSレーベルやコロムビアミュージックエンタテインメントのRobin WORKSレーベルなど、複数のレーベルで2006年頃から既に行われてきた手法であるが、アミューズにとってもKDDIとの合弁会社として音楽配信優先のレーベルであるA-Sketchレーベルを新設した。本作はflumpoolにとってメジャーデビュー作であり、同時にA-Sketchレーベルからの第1弾作品でもある。
同曲はflumpoolにとって初の楽曲提供作品となる。歌詞はボーカルの山村隆太曰く、「（曲を聴いた）みんなの背中を押せる力を持つ歌詞」とコメントしている。
タイアップ起用の経緯としては、メジャーデビュー前の8月下旬に、au KDDI『LISMO』のキャンペーンソングとして起用されることが決定し、9月20日より同キャンペーンの「PAINT IT MUSIC!」のCMキャンペーンソングとして放送が開始された。『LISMO』キャンペーンがメジャーデビュー前の新人アーティストを抜擢するのは2006年1月のキャンペーン開始以来初めてのことである。なお、楽曲自体は『LISMO』のウェブサイトをはじめ、スペースシャワーTV等の各種放送マスメディアで9月1日より公開されたが、それ以前に8月27日にトライアルシングルという名目でインディーズより発表した限定シングル「labo」の3曲目（クレジットはなく隠しトラック扱いとなっている）に「花になれ teaser」としてアウトロの一部が収録されていた。
本作は、10月1日の配信開始日からわずか1週間でダウンロード数が総計100万ユニット（LISMO無料キャンペーン配信で約70万ユニット、有料配信で約30万ユニット）を記録し、携帯音楽コンテンツ配信サイト『レコード会社直営♪』（現『レコチョク』）の10月第4週目の週間ダウンロード数トータルランキングで1位を記録した。CD未発売のアーティストが同ランキングで1位を記録するのは初めてのことである。ダウンロード数は、配信開始から1ヵ月後には150万ユニットを突破している。
本作のキャンペーンとして、10月17日にテレビ朝日系音楽番組『ミュージックステーション』へ「Young Guns」のコーナー枠アーティストとして初出演し、同時に初めて全国ネット音楽番組へ出演した。12月26日には『ミュージックステーションスーパーライブ2008』へ出演し、同曲を歌唱した。
なお、配信開始の10月1日からは、TSUTAYAにおいて11月30日までの期間限定で、「花になれ 〜TSUTAYA CDレンタルショートバージョン〜」の無料レンタルサービスが開始された。また、同曲をモチーフとして制作された短編映画『エスケイプ』（永田琴監督、水沢エレナ・桜庭ななみ出演）も、『LISMO』のウェブサイト上で期間限定で無料配信された。

## 収録曲
1. 花になれ
作詞・作曲・編曲：百田留衣
  - au KDDI『LISMO』「PAINT IT MUSIC!」CMキャンペーンソング
  - スペースシャワーTV2008年9月度POWER PUSH選出曲
  - 携帯電話専用コンテンツゲーム『リズミカル リスモ!』コラボレーションソング（東京ゲームショウ2008出展作品）

## 2023 ver.
「花になれ (Ryu-Take 2023 ver.)」は、11作目の配信限定シングルとして、2023年9月15日にA-Sketchからリリースされた。